# Vielitzsee (település)
Vielitzsee település Németországban, azon belül Brandenburgban. Lakosainak száma 468 fő (2023. december 31.).

## Népesség
A település népességének változása:
| Lakosok száma | 463  | 464  | 496  | 480  | 468  |
|               | 2017 | 2019 | 2021 | 2022 | 2023 |

## Templomok

Kirchen
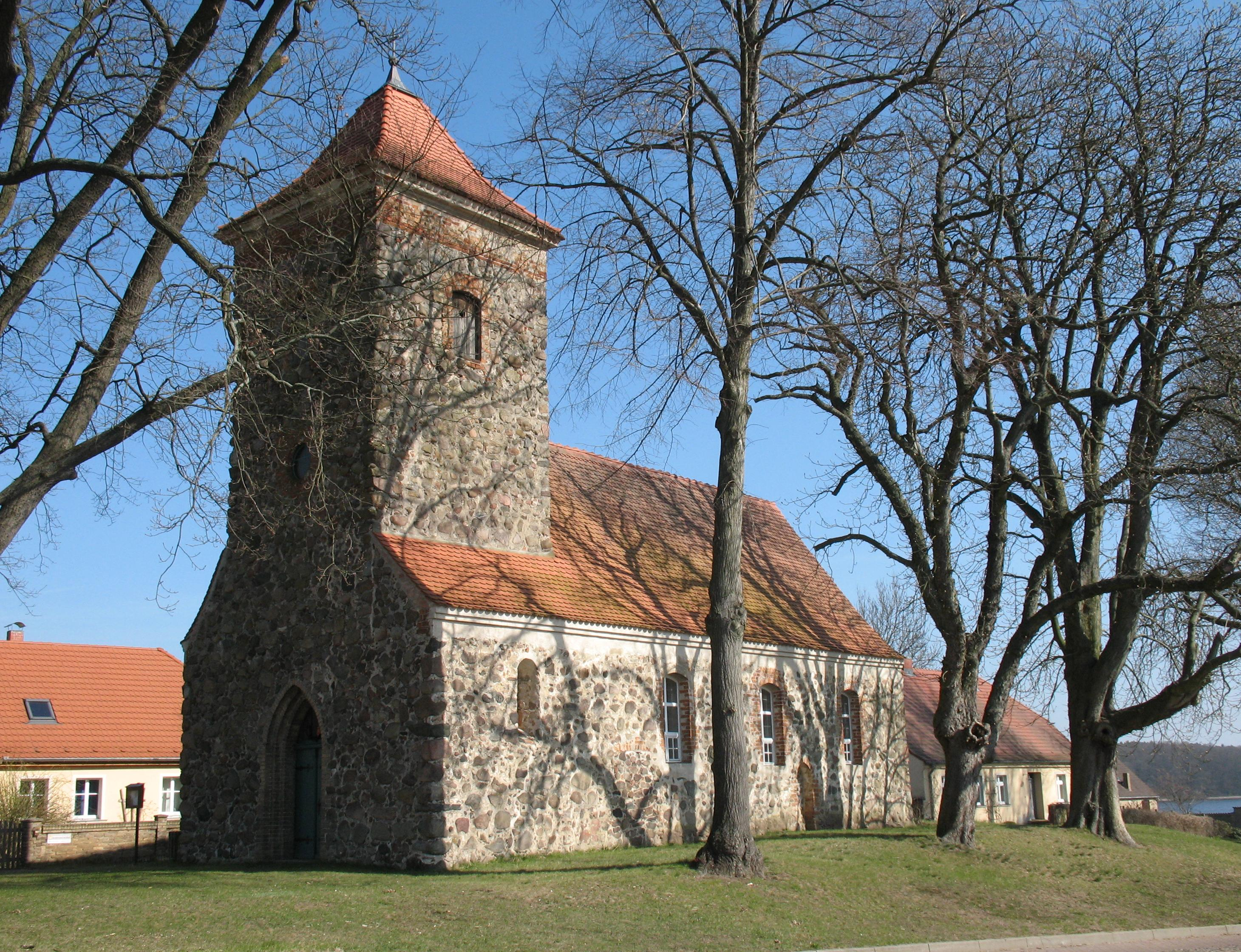
Vielitz
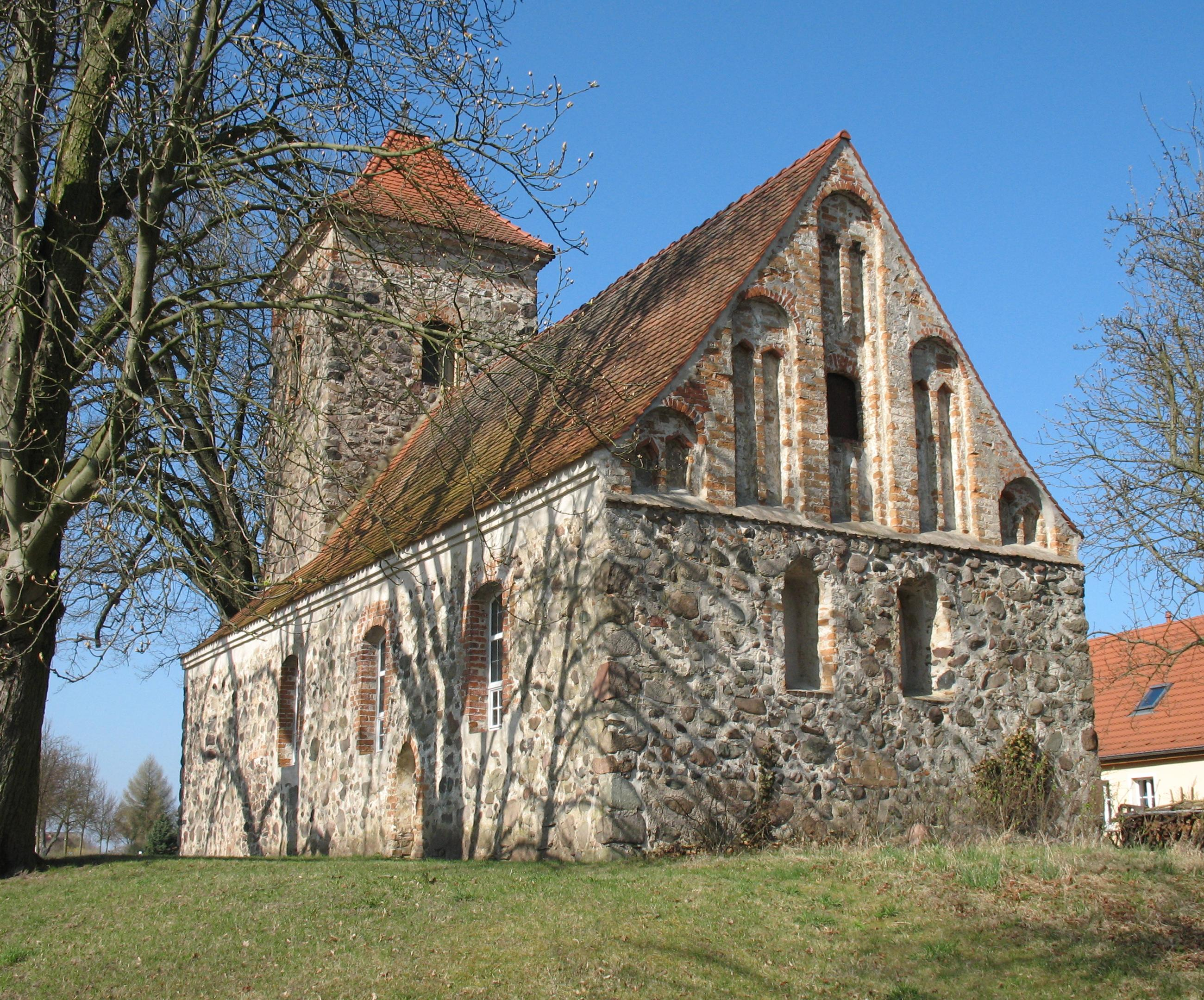
Vielitz
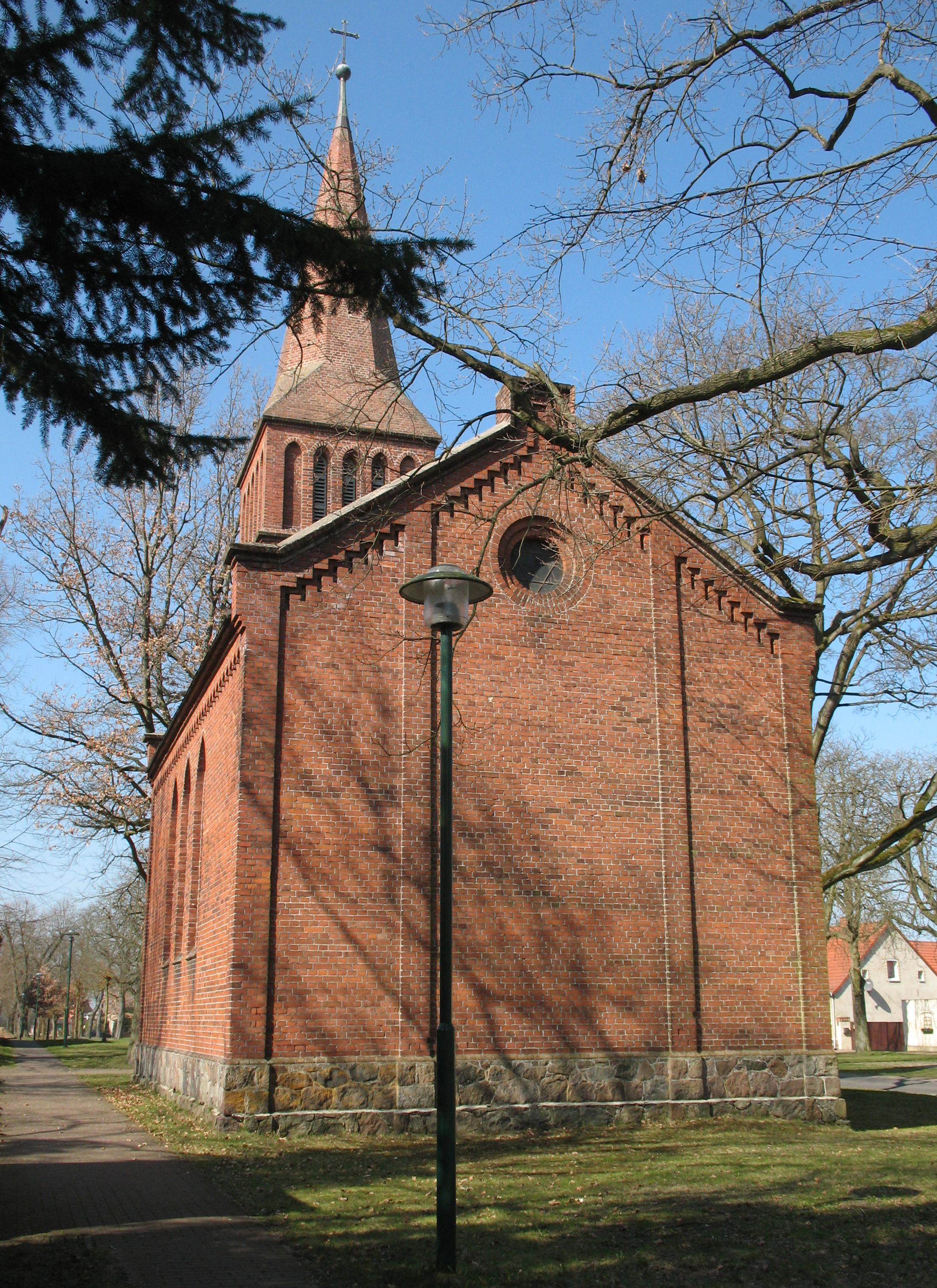
Seebeck
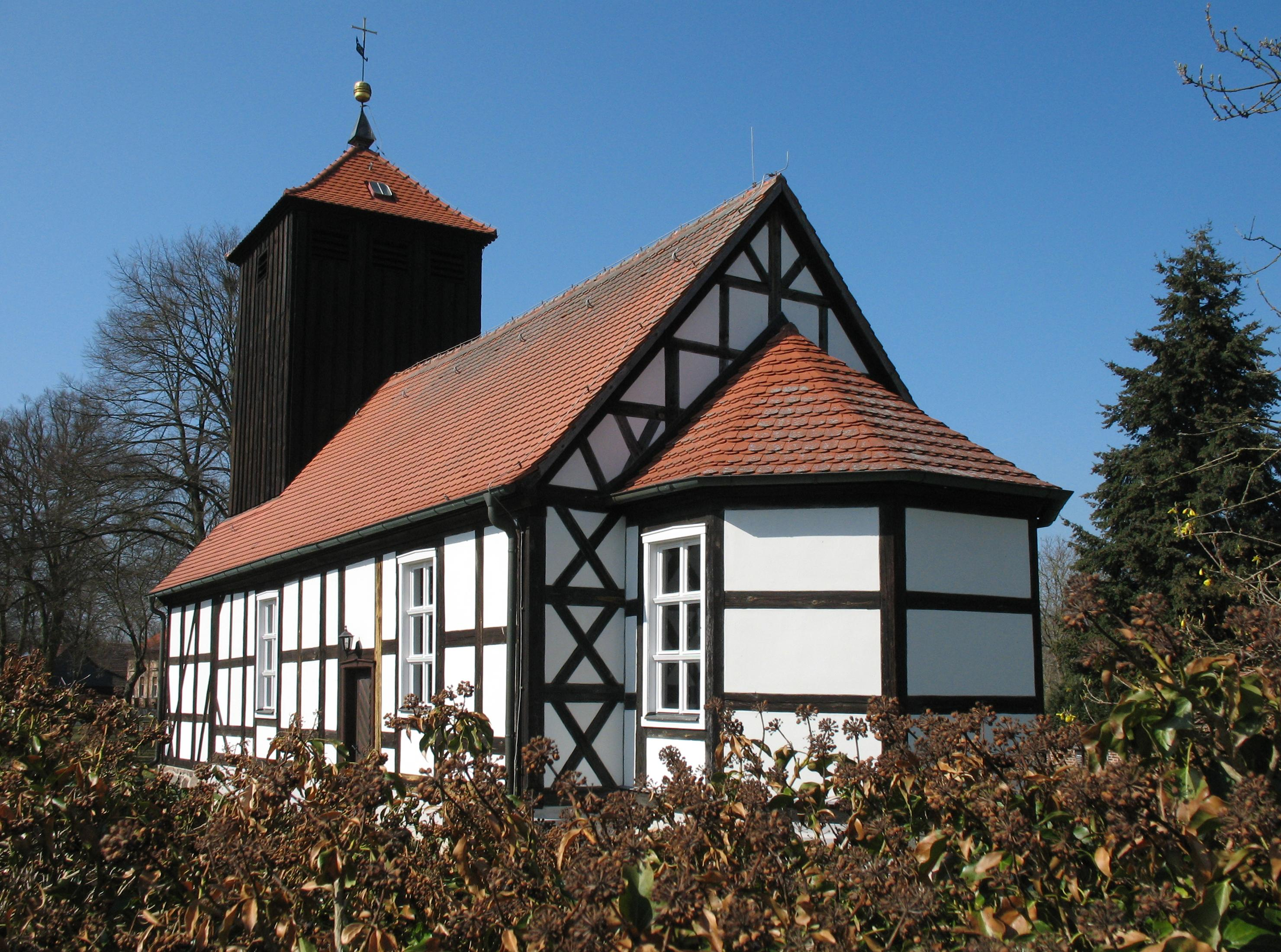
Strubensee